# Uppstånden är vår Herre Krist ur graven så mörk och trång
Uppstånden är vår Herre Krist / ur graven så mörk och trång är en psalmtext som sjungs vid påsken. Både text och musik är av Joël Blomqvist.

## Publicerad i
- Sabbatsklockan, 1878 andra delen
- Svensk söndagsskolsångbok 1929 som nr 72 under rubriken "Påsksånger".